# Jakob Müller
Jakob Müller (Ukrajna, 1920 – Izrael, 2001) orosz hegedűművész.
Ukrajnában kezdte tanulmányait, utána a Moszkvai Konzervatóriumban tanult. 1942-ben Izraelbe utazott. Kamarazenét tanult és zeneszerzést. Az Izraeli Operához és szimfonikus zenekarához nyert felvételt. A világ több országában koncertezett: Hollandiában, Finnországban, Franciaországban és Olaszországban. 1958-ban Rohmann Henrik hárfaművésszel koncertezett, akivel szoros barátok lettek. A tanításra nagy hangsúlyt fektetett, doktori címet szerzett. Hangszere egy orosz gyűjteményből származott (Giovani Grancino, Gioffredo Cappa 1699).